# Homo ergaster
A Homo ergaster az ősemberek egy kihalt faja (vagy alfaja), amely Afrikában élt a kora pleisztocénben. Egyes paleontológusok önálló fajnak tekintik, míg másik szerint a Homo erectus afrikai alfaja. Az ergaster görög eredetű szó, munkást, dolgozót jelent, vagyis nevét "'dolgozó ember"-ként lehet lefordítani és őseihez képest fejlettebb kőeszközeire utal. Fosszíliái nagyjából az 1,7-1,4 millió évvel ezelőtti időszakból kerültek elő, de a kormeghatározás bizonytalanságai miatt valószínűleg jóval szélesebb időintervallumban fordult elő. Egyes leletek egymillió évnél is fiatalabbak és bár vannak közös vonásaik a H. ergaster-rel, nem minden kutató fogadja el, hogy ebbe a csoportba tartoznának. Megengedőbb nézetek szerint, bár sok szempontból megváltozva, de akár egészen 600 ezer évvel ezelőttig fennmaradhattak. Kövületei Kelet-és Dél-Afrikából is előkerültek, de a legtöbb leletet a kenyai Turkana-tó környékén találták meg. A H. ergaster valamivel primitívebb tulajdonságokat mutat, mint a H. erectus, úgyhogy függetlenül attól hogy külön fajnak tekintik-e őket, az ázsiai H. erectus-ok valószínűleg tőle származnak. Ő tekinthető a neandervölgyiek és a mai ember - ha nem is közvetlen - elődjének is.
Az australopithecusoktól és a Homo habilis-tól többek között nagyobb testtömege, hosszú lábai és általában a mai emberhez hasonló testarányai, kis állkapcsa és fogai (ami azt jelzi, hogy étrendje jelentősen megváltozott), kizárólagos két lábon járása különböztette meg. Mindezek miatt egyes kutatók a H. ergaster-t tekintik az első valódi "embernek" a Homo nemen belül.
A H. ergaster Afrika szavannáin élt. A forró és száraz, nyílt környezet miatt életmódját meg kellett változtatnia. Étrendjében jóval nagyobb szerepet kapott a hús, az emberré válás folyamatában nála nyilvánult meg először igazán a vadász-gyűjtögető életmód. Nagy csoportokban élt, valószínűleg képes volt elijeszteni a nagyragadozókat, így csúcsragadozónak tekinthető. A vadászó életmód előtérbe kerülése miatt feltehetően hangsúlyosabbá vált az élelemszerzésben a férfi és női szerepek szétválása. A H. ergaster fejlesztette ki a kőeszközök acheuli iparát, nála jelentek meg először a valódi marokkövek. Feltételezhető - bár nem bizonyított - hogy a H. ergaster volt az első ősember, aki már használta a tüzet.

## Felfedezése

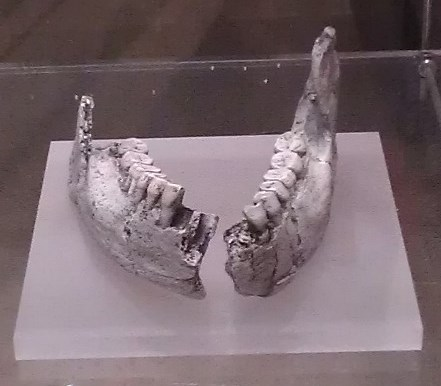
A KNM-ER 992, a H. ergaster holotípus leletének másolata

A paleoantropológia egyik leginkább vitatott területe a korai és középső pleisztocén Homo fosszíliáinak osztályozása. A 19. és korai 20. században elterjedt nézet szerint a mai ember egyetlen leszármazási sor fokozatos evolúciójának eredménye. Az akkoriban főleg Ázsiából ismert Homo erectust ennek megfelelően a korai hominidák és a mai emberek közötti láncszemnek tekintették. A 20. század második felében azonban az igen nagy területről előkerülő, változatos morfológiájú és széles időtartamot lefogó H. erectus fosszíliák miatt újra kellett definiálni ennek a fajnak a fogalmát.
Az 1970-es években Richard Leakey és Alan Walker a kenyai Turkana-tó keleti partján számos hominidafosszíliát ásott ki. A legjelentősebb leletnek két részleges koponya, a KNM ER 3733 és a KNM ER 3883 bizonyult. A két kutató ezeket H. erectus-ként azonosította, megjegyezve hogy agytérfogatuk (848 és 803 cm3) megfelel a H. erectus jóval fiatalabb típusleletének (950 cm3). Leakey 1972-ben egy alsó állkapcsot is feltárt, amely a KNM ER 992 jelzést kapta és amelyet azonosítatlan fajú Homo-ként írtak le.
1975-ben Colin Groves és Vratislav Mazák a KNM ER 992-t egy különálló faj holotípusaként határozta meg, amely a Homo ergaster nevet kapta. Nevét a görög ἐργαστήρ (ergasztér, jelentése munkás) szóból kapta. A kutatók számos turkanai fosszíliát, pl. a KNM ER 803-at (amely részleges csontvázból és néhány fogból állt) is ehhez a fajhoz sorolták. Az ázsiai H. erectus csontokkal azonban nem hasonlították össze a leleteiket, amivel a későbbiekben önkéntelenül is némi zavart okoztak a két taxonómiai csoport elkülönítésében.
1984-ben kenyai paleontológusok egy majdnem teljes csontvázat tártak fel a Turkana-tó nyugati partjánál, amelyet fiatal férfinek írtak le (bár később kiderült, hogy a nemét biztonsággal nem lehet meghatározni). A H. erectus fajhoz sorolt lelet a KNM-WT 15000 kódszámot és a "turkanai fiú" becenevet kapta. Ez volt az első jó megőrzésű H. ergaster/erectus példány, amely igen fontos szerepet kapott a korai Homo-k és a mai ember közötti különbségek feltérképezésében. 1992-ben Bernard Wood H. ergaster-ként definiálta a turkanai fiút, mára pedig valamennyi afrikai H. erectus példányt átsorolták ebbe a csoportba (legalábbis azok, akik a H. ergaster-t külön fajként ismerik el).

### Osztályozása
A H. ergaster a korábbi emberfajoktól, mint pl. a H. habilis-tól vagy a H. rudolfensis-től jól elkülöníthető, számos tulajdonságuk szerint közelebb állnak a mai emberhez, mint a korai vagy velük egy időben élő hominidák. Testarányait tekintve a modern emberhez állt közelebb, lábai viszonylag hosszúak voltak. Fogai és állkapcsa kisebbek a H. habilis-énál vagy H. rudolfensis-énél, ami arra utal, hogy étrendje eltérő volt. Egyes kutatók odáig mentek, hogy 1999-ben javasoltak a Homo nem korai tagjainak átsorolását az australopithecusokhoz; szerintük a H. ergaster tekinthető az első valódi emberfélének.
A H. ergaster taxonómia helyzete 1975-ös leírása óta folyamatosan vita tárgya. Leakey, Walker és számos befolyásos paleoantropológus kezdettől nem ismerte el különálló faj mivoltát és továbbra is a gyűjtőtaxonként funkcionáló H. erectus-t preferálták. Kétségtelen, hogy a H. erectus-ként és H. ergaster-ként definiált fosszíliák közeli rokon ősi hominidák maradványai; a kérdés az, hogy ezek a mintegy egymillió évet felölelő kövületek két különálló faj csoporton belül is változatos egyedeit, esetleg egyetlen, igen variábilis és nagy területen elterjedt faj egyedeit képviselik-e. A vita máig eldöntetlen maradt, ezért a kutatók jellemzően a H. erectus s.s. (sensu stricto, szűk értelemben vett) kifejezést használják az ázsiai H. erectus-ra és a H. erectus s.l.-t (sensu lato, tágabb értelemben vett) azokra a csoportokra, amelyek idesorolása vitatott (mint a H. ergaster, a H. antecessor vagy a H. heidelbergensis.
A H. ergaster természetesen sok szempontból hasonlít a H. erectus-ra; állkapcsa nagy és előreugró; homlokeresze jókora, homloka hátracsapott. Egyes tulajdonságai primitívebbek a rokonánál, míg más tekintetben (pl. a koponya magasabb boltozata és vékonyabb falai vagy a kelet-ázsiai H. erectus vaskosabb homlokeresze) fejlettebbnek számít.

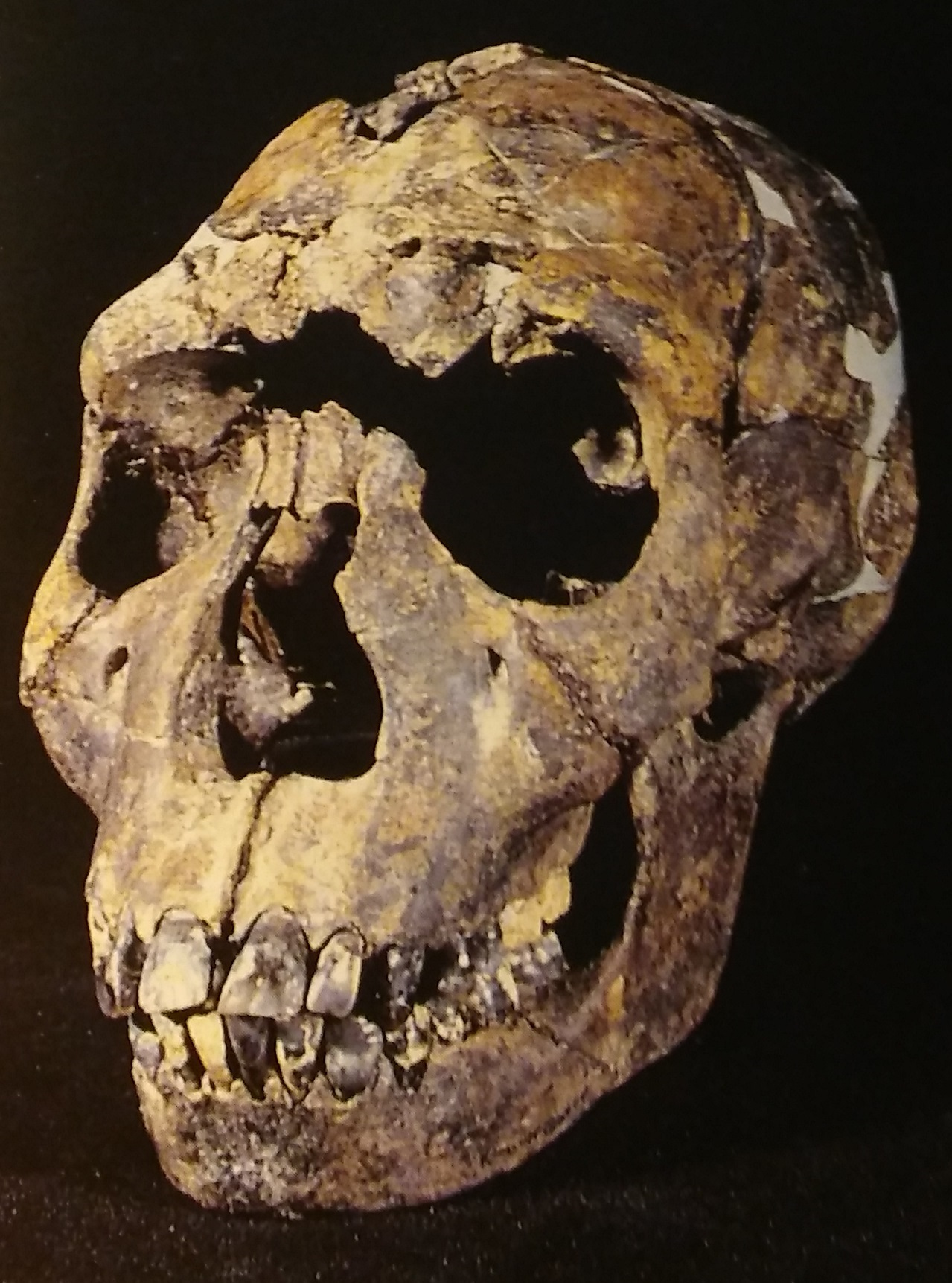
A turkanai fiú koponyájának rekonstrukciója

Az alapvető kérdés az, hogy milyen mértékű lehet egy fajon belüli változatosság, mielőtt azt több fajra kellene bontanunk; és erre a kérdésre nincs egyértelmű válaszunk. A H. erectus egyaránt lehet egy, de igen változatos faj, több - földrajzilag és időben széttagolt - alfaj összessége, vagy több közeli rokon, de különálló faj is. Egy 2008-as elemzés során, amely a H. erectus különböző alfajainak fosszíliáit vizsgálta (beleértve a H. ergaster-t is) úgy találták, hogy a H. erectus fajon belüli változatossága nagyobb annál, mint amennyit a modern embernél vagy a csimpánznál elfogadhatónak tartunk; viszont belefér a gorillák, és különösen az orangután lehetséges variációinak tartományába (bár ez részben a gorillák és az orangutánok nagyfokú szexuális dimorfizmusának köszönhető). Egy 2015-ös tanulmány a H. ergaster-t a Homonem hét "széles körben elismert" fajának tekinti, a H. habilis, H. rudolfensis, H. erectus, H. heidelbergensis, H. neanderthalensis és H. sapiens mellett, megjegyezve, hogy más fajok, például a H. floresiensis és a H. antecessor kevésbé elismertek vagy kevéssé ismertek.
Az egyik legismertebb H. ergaster fosszília a KNM ER 3733 koponya, amely több szempontból nyilvánvalóan különbözik az ázsiai H. erectus koponyáktól: a homlokeresz nem csak fölfelé, hanem előre is nyúlnak; az külön ível mindkét szemüreg fölött; az agykoponya szélességéhez képest viszonylag magas és oldalfalai íveltek. A KNM ER 3733 a szintén H. ergaster KNM ER 3883-tól is meglehetősen különbözik; az utóbbi homlokeresze előrefelé és kissé lefelé nyúlik és szélei erősen megvastagodtak. A turkanai fiú szemüregei fölött viszont alig vastagodik meg a koponyacsont, hiányzik a KNM ER 3883 függőleges megvastagodása vagy a KNM ER 3733 erőteljes előrenyúlása. Ezenfelül a turkanai fiú arca keskenyebb és a hosszabb a többinél, orrnyílása magasabb és arcának felső része laposabb. Ez talán magyarázható azzal, hogy a turkanai fiú még csak 7-12 év közötti serdülő volt. Ezenkívül a KNM ER 3733 feltehetően nő volt (a turkanai fiút pedig hagyományosan férfinak tekintik), így a különbségek egy része a szexuális dimorfizmussal is magyarázható.
A három koponya, valamint a turkanai fiú és a KNM ER 992 fogazata közötti különbségek miatt vannak akik a turkanai fiút különálló taxonba (a H. ergaster-től és H. erectus-tól elkülönülő fajba vagy alfajba) sorolják. 2000-ben a francia Valéry Zeitoun javasolta hogy a KNM ER 3733-at kereszteljék át H. kenyaensis-re, a KNM ER 3883-t pedig H. okotensis-re, de elképzelése nem nyert támogatást.

### Evolúciója

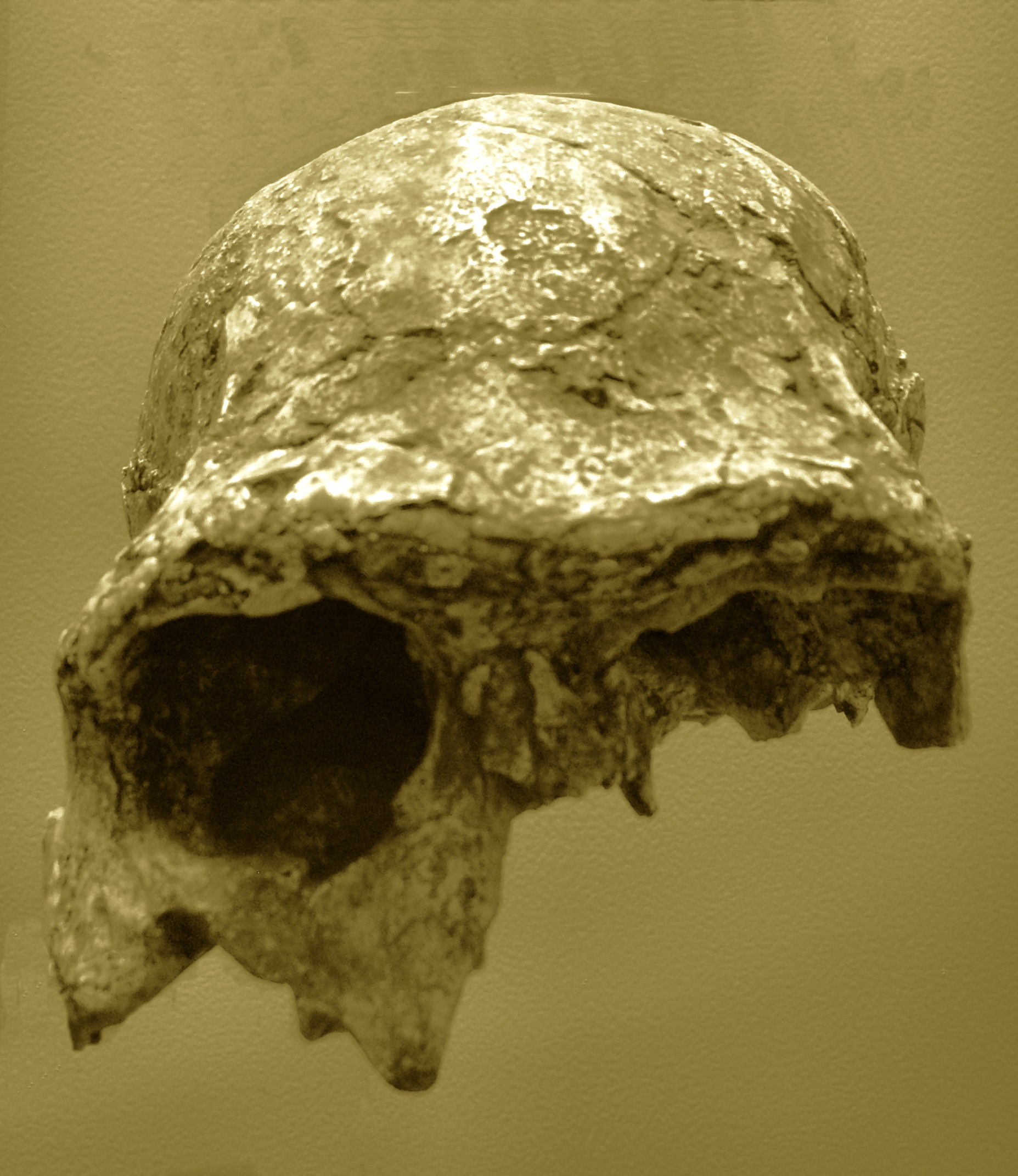
A KNM-ER 3883 koponya

Bár többnyire kelet-afrikainak tekintik, a H. ergaster eredete nem teljesen tisztázott, mert lehetséges ottani elődeitől hosszú végtagjai, magassága és modern testarányai révén jelentősen különbözik. Feltételezik, hogy valamelyik korábbi Homo-fajtól, valószínűleg a H. habilis-től származhat. Bár utódainak földrajzi elterjedése és a megtalált kőeszközök alapján feltételezhetők Afrikán kívüli populációi is, az 1,7-1,8 millió éves időszakból alapvetően Kelet-Afrikából (onnan is főleg a Turkana-tó mellől) kerültek elő fosszíliái.
A H. ergaster (vagyis H. erectus s.l.) legkorábbi afrikai lelete a DNH 134 jelzetű koponya, amely a dél-afrikai Drimolen barlangrendszerből került elő. Korát 2,04-1,95 millió évre becsülik. A koponya egyértelműen hasonlít a turkanai KNM ER 3733-ra és azt is nyilvánvalóvá tette, hogy a korai H. ergaster együtt élt más emberfélékkel, mint pl. a Paranthropus robustus-szal és az Australopithecus sediba-val.
A fiatalabb példányok közé tartozik az 1,56 millió éves turkanai fiú. Találtak néhány még fiatalabb leletet is, bár ezek esetében vitatott, hogy biztosan a H. ergaster kategóriájába sorolandók-e. Ilyen a "9. olduvai hominida" koponya (1,2-1,1 millió éves), az eritreai partvidék közelében lévő Buiában kiásott egymillió éves lelet, az etiópiai Bouri formáció fosszíliái (1 millió és 780 ezer év között), illetve a kenyai Olorgesailieből származó részleges koponya (970 ezer és 900 ezer év között). Az olduvai koponya masszív homlokereszével  inkább az ázsiai H. erectus-okhoz hasonlít, de a többiek alig különböznek a korábbi H. ergaster koponyáktól.
Feltételezhető, hogy az ázsiai H. erectus, valamint a későbbi európai (heidelbergi és neandervölgyi ember) és afrikai (modern ember) valamennyien a H. ergaster leszármazottai. Lehetséges, hogy Afrikában egészen 600 ezer évvel ezelőttig fennmaradt, amikor az agy gyors növekedése révén kialakult belőle a heidelbergi ember.

### Kivándorlás

A Homo ergaster/Homo erectus, a neandervölgyi ember és a Homo sapiens terjeszkedése

Hagyományosan úgy tekintik, hogy a H. erectus volt az első hominida, amely elhagyta Afrikát, hogy benépesítse Európát és Ázsiát. Amennyiben a H. ergaster külön fajnak tekinthető, akkor ez a fegyvertény inkább neki tulajdonítható. Ennek megállapítás azonban rendkívül nehéz, mert nagyon kevés konkrét információ áll a rendelkezésünkre a kora pleisztocéni emberek vándorlásáról. A fosszíliák nagyon ritkák és csak találgatni tudunk, hogy a vándorlást a H. ergaster vagy a korai H. erectus hajtotta-e végre. Korábban úgy gondolták, hogy a kirajzásra 1,9-1,7 millió évvel ezelőtt került sor, ám a dátumot az újabb grúziai és kínai leletek egészen 2 millió évig tolták ki.
Afrika elhagyását valószínűleg a túlnépesedés okozta, a terület nem tudta eltartani a növekvő populációt és a szétváló csoportok a szomszédos, hominidák által nem lakott területeken telepedtek meg. A H. ergaster testalkata és technológiája lehetővé tehette olyan területek benépesítését, ahová rokonai soha nem jutottak el korábban; bár nem tudunk olyan okot, ami miatt az afrikai szavannákon élő australopithecusok ne tudtak volna Ázsia hasonló élőhelyein megélni.
A hominidák minden bizonnyal vagy a Nílus völgyén vagy a Vörös-tenger déli végén keresztül keltek át Ázsiába (bár egyik régióból sincs korai pleisztocénkori leletünk). A legkorábbi Afrikán kívüli Homo fosszília az 1.77-1,85 millió éves grúziai dmaniszi koponyák, amelyek vagy korai H. ergaster-hez vagy egy teljesen új fajhoz, a H. georgicus-hoz tartoztak). Ismert még három, kb. 1,4 millió éves metszőfog Izraelből, valamint a tőle több mint 8 ezer km-re keletre talált jávai ember (H. erectus erectus). Az ázsiai H. erectus példányok (beleértve a jávai embert) kormegállapítása némileg bizonytalan, de valószínűleg 1,5 millió évesek, vagy fiatalabbak. Az izraeli helyszín (Ubeidiya) egyúttal a H. ergaster-hez kapcsolt aucheuli kőeszközipar legkorábbi, Afrikán kívüli lelőhelye is; az itteni eszközök nagyon hasonlítanak a korábbi kelet-afrikai szerszámokra.
A legkorábbi ázsiai Homo fosszíliák a korábban említett dmaniszi koponyák, amelyek számos tulajdonságban hasonlítanak az afrikai H. ergaster-ra, valószínűsítve annak 1,7-1,9 millió évvel ezelőtti kivándorlását. A dmaniszi koponyák egyéb jellemzői viszont a korábbi H. habilis-ra utalnak és a grúziai lelőhelyen nem találtak a H. ergaster-re jellemző kőeszközöket; vagyis a hominidák akár már a H. ergaster előtt kirajzhattak Afrikából. A dmaniszi 3. számú koponya (D2700) kis (600 cm3) agykapacitása, a felső és középső arckoponya alakja és a külső orrcsontok hiánya miatt különösen emlékeztet a H. habilis-ra. Ezenfelül a kínai Löszfennsíkon talált, 2,12 millió évesre datált kőszerszámok is arra utalnak, hogy a hominidák korán elhagyták Afrikát.
Korábban népszerű volt az a hipotézis, miszerint az Afrikából érkező előemberek Ázsiában fejlődtek tovább, majd Európába vándorolva alakult ki belőlük a H. sapiens. Az elmélet egyik első népszerűsítője Eugène Dubois volt, aki Jáván megtalálta az első H. erectus csontokat, az akkoriban ismert legrégebbi ősembermaradványt. Bár a később kiásott Australopithecus és korai Homo leletek nyilvánvalóvá tették az afrikai eredetet, a H. erectus (vagy H. ergaster) ázsiai kifejlődése továbbra is a lehetőségek között maradt. Az ázsiai fosszíliák ezt a nézetet látszottak alátámasztani, különösen az Indonéziában talált jókora Meganthropusállkapcsok (ezekről később kiderült, hogy emberszabású majmoké voltak). A 2003-ban felfedezett floresi ember primitív (a H. habilis és az  Australopithecus felé mutató) lábfeje és csuklója ismét felvetette a lehetőségét az ázsiában kifejlődött korai emberféléknek (sajnos a H. erectus lábfeje és csuklója nem ismert, így vele nem lehetett összevetni).

### Megjelenése
A H. ergaster koponyán kívüli csontjai csak a turkanai fiú esetében maradtak fenn viszonylag jó állapotban. Az australopithecusoktól eltérően karjai már nem voltak megnyúltak a lábaihoz képest és végtagarányai a mai emberéhez hasonlítottak. Mellkasa már nem kúpszerű, hanem inkább hordó alakú volt, medencéje pedig szintén a mai emberéhez hasonlóan keskeny. Sípcsontja arányaiban hosszabb a mai emberénél, vagyis járás közben jobban be kellett hajlítania a térdét. A turkanai fiú hosszú, karcsú testfelépítése talán a forró, száraz környezetre utal: a soványabb test felülete nagyobb a térfogatához képest és könnyebben ad le hőt.
A H. ergaster jól láthatóan magasabb volt őseinél. Míg a híres australopithecus, Lucy alig egy méter magas volt, a turkanai fiú 162 cm-esre nőtt és felnőttkorára feltehetően a 182 cm-t is elérte volna. A felnőttek magasságát 145 és 185 cm közöttire becslik.
A forró és száraz környezetben élő H. ergaster lehetett az első emberelőd, amelynek szinte teljesen szőrtelen, csupasz volt a bőre; majomszerű szőrzet mellett a test verejtékezéssel való hűtése kevésbé lett volna hatékony. Meg kell jegyezni azonban, hogy az ember szőrtelenségének oka nem tisztázott; a lehetséges okok között a verejtékezés mellett felmerült a paraziták elleni küzdelem és a szexuális szelekció is. Mindenesetre az australopithecusok magasabban fekvő (1000–1600 m) vidékeken éltek, ahol éjszaka jelentősen hűvösebb van és jól jön a hőszigetelő bunda.

### Koponyája

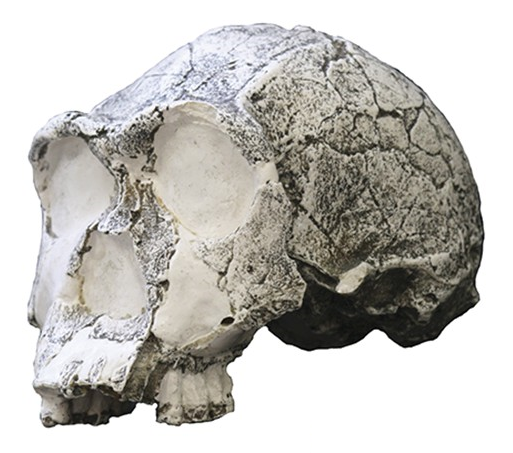
A KNM ER 3733 koponyalelet

A koponya jelentősen különbözött a modern emberétől. A turkanai fiú agya a halálakor már majdnem teljesen ki volt fejlődve, de 880 cm3-es méretével nem sokkal (130 cm3-el) haladja meg a H. habilis agyát (a különbség még kisebb ha figyelembe vesszük a H. ergaster nagyobb testméretét) és jelentősen elmarad az 1370 cm3-es mai átlagtól. A többi leletet is figyelembe véve a H. ergaster agyának térfogata általában 600–910 cm3 között volt, sőt az 508 cm3-re is van példa. Kis agymérete miatt a szemüreg mögött az agykoponya összeszűkült.
Az agykoponya hosszú és alacsony volt. A turkanai fiú homloka lapos és hátracsapott, lejtősen kapcsolódik a homlokereszhez. Feltűnő különbség közte és australopithecusok/H. habilis között az orr formája, amely a turkanai fiúnál a mai emberhez hasonlóan kiálló volt és orrlyukai lefelé irányultak. Talán ez is a meleg környezethez való alkalmazkodás példája: a test maghőmérsékleténél hidegebb kiálló orrban a kifújt levegő páratartalmának egy része lecsapódik és a szervezet kevesebb vizet veszít. Arca hosszabb volt a mai emberénél, állkapcsa pedig előreugrott. Az állkapocs és a fogak már kisebbek voltak az átlagos australopithecusénél vagy H. habilis-énál, de még mindig számottevően nagyobb a modern emberénél. Alsó állkapcsa meredeken hátraívelt, állcsúcsa nem volt.
A többi H. ergaster koponya hasonlít a turkanai fiúéhoz: arcuk kiugró, szemöldökereszük erős, homlokuk csapott, orrcsontjaik kiállóak, fogaik nagyok. A turkanai fiú 12 éves lehetett a halála pillanatában, de testi fejlettsége egy mai 15 évesének felel meg, míg agya nem nagyobb egy egyéves kisgyerekénél.

### Testsúly, szexuális dimorfizmus

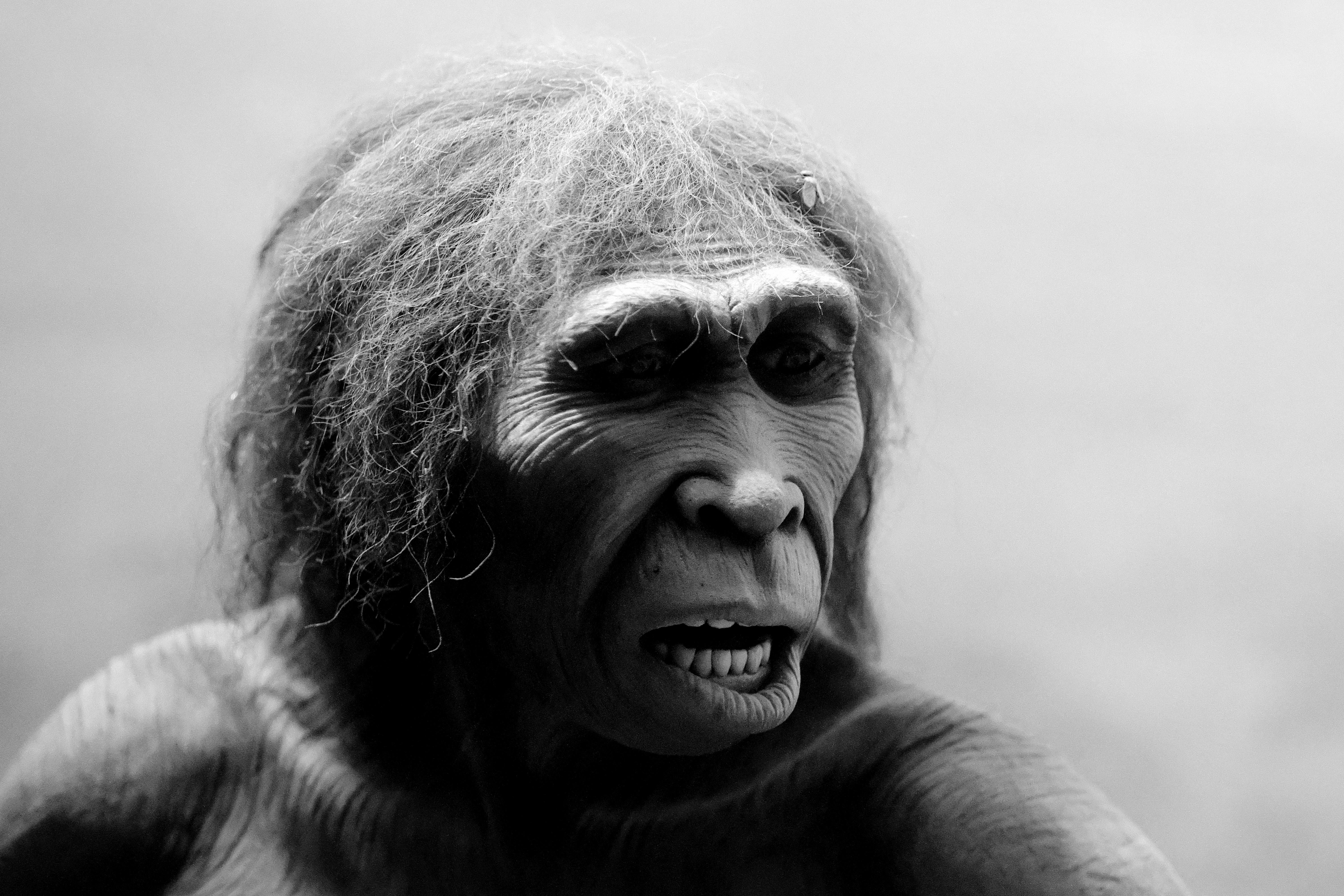
Homo ergaster rekonstrukciója (Amerikai Természetrajzi Múzeum)

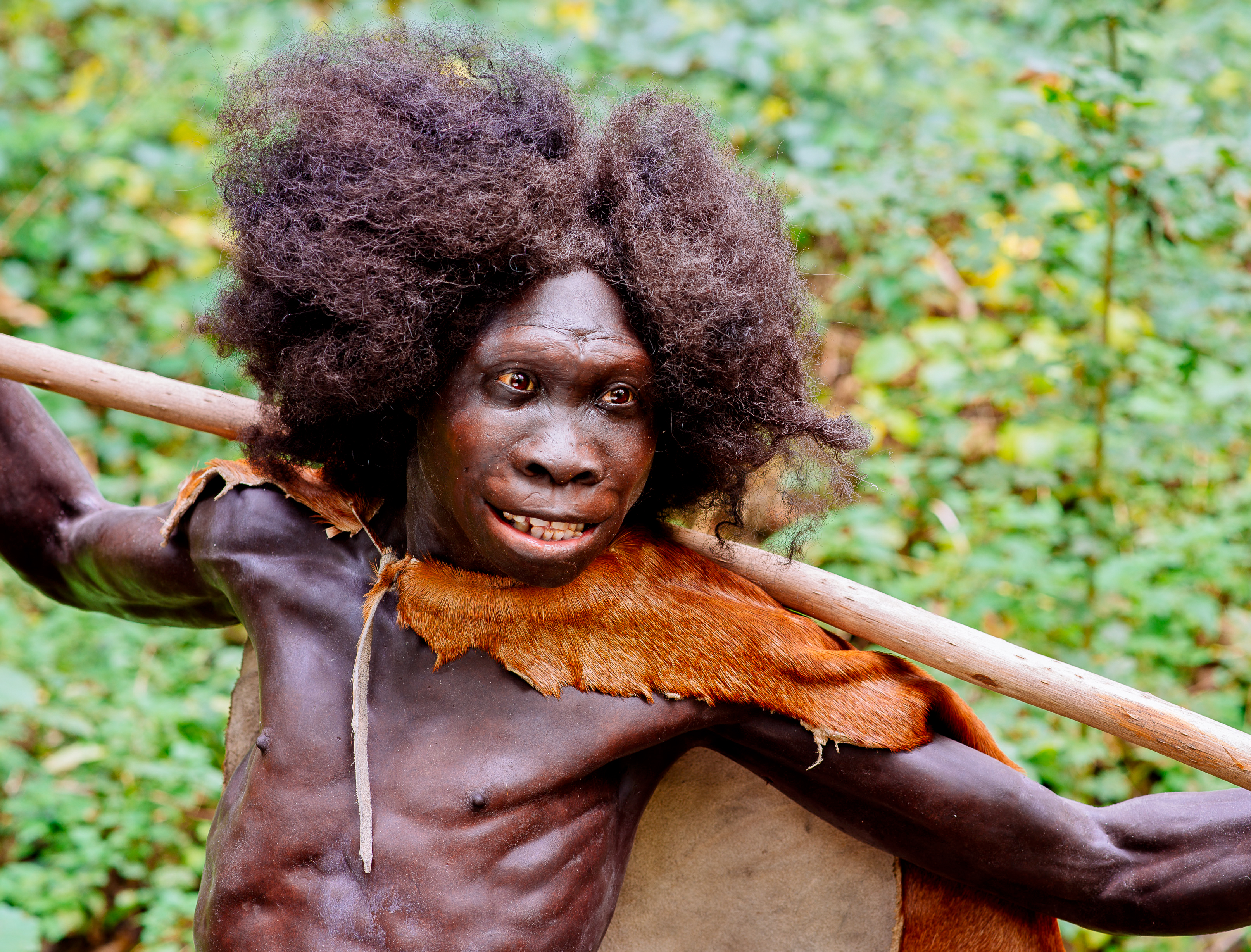
A turkanai fiú rekonstrukciója a németországi Neanderthal Museumban

A H. ergaster testtömege jelentősen meghaladta a korábbi előemberekét (mint a H. habilis, Australopithecus vagy Paranthropus). Míg az átlagos australopithecus 29–48 kg-ot nyomott, a H. ergaster jellemzően 52–63 kg-osra nőtt. Lehetséges hogy a nagyobb méret előnyt jelentett a nyílt szavannán, nagyobb területet volt képes bejárni és nagyobb állatokat volt képes elejteni. Az erősebb szülők hosszabb ideig voltak képesek magukkal hurcolni gyereküket, amely így tovább volt képes fejlődni.
Korábban úgy vélték, hogy a H. ergaster szexuális dimorfizmusa jóval kisebb volt az australopithecusokénál, az újabb vizsgálatok szerint az utóbbiak között sem volt feltétlenül akkora a különbség a hímek és nőstények között, mint régebben gondolták. Az A. afarensis esetében legalábbis a szexuális dimorfizmus kb. akkora lehetett, mint a H. ergaster vagy a mai ember esetében. A csontok alapján nem mindig lehet meghatározni a nemet és a paleontológusok korábban a kisméretű csontokat automatikusan nőstényeknek/nőknek, a nagyokat férfiaknak/hímeknek tulajdonították.

### Egyedfejlődése
Egy Etiópiában talált női medencecsont alapján úgy vélik, hogy a H. ergaster csecsemők születéskori agymérete maximum 315 cm3 (a felnőttkori méret 30-50%-a) lehetett. Ez az érték a csimpánzoké (~40 %) és a mai emberé (28%) közé esik. Egyedfejlődésére vonatkozóan további következtetéseket az 1,4-1,5 millió éves jávai mojokertói gyermek (kb. egy éves H. erectus) koponyája alapján lehet tenni, melynek agya a felnőttének kb. 72–84%-át tette ki. Eszerint agyának fejlődési görbéje inkább hasonlított a nagy emberszabású majmokéra, mint a mai emberére. Az etiópiai medence és a mojokertói koponya azt sugallja, hogy a H. ergaster/H. erectus magzati fejlődése a modern emberéhez állt közelebb, születés utáni növekedése pedig a csimpánzok és a H. sapiens között helyezhető el. A meghosszabbodott gyerekkor és a szülőktől való függés csak később, talán a neandervölgyiek és a modern ember közös ősénél alakulhatott ki. A gyorsabb fejlődés azt is jelentheti, hogy a H. ergaster élettartama rövidebb volt a későbbi emberékénél.

## Kultúrája

### Étrend

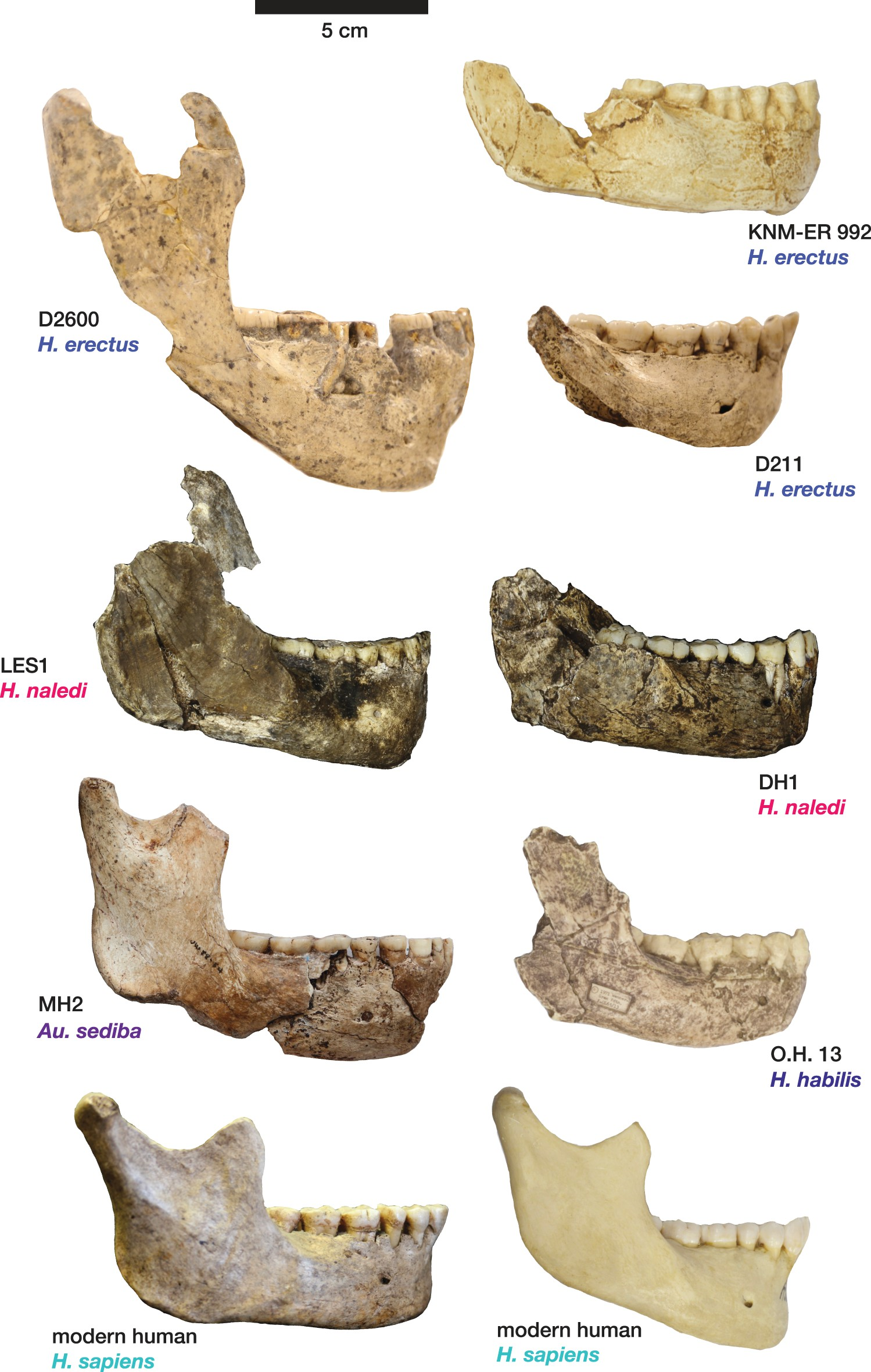
A Homo-fajok alsó állkapcsainak összehasonlítása (a H. ergaster a jobb felső sarokban a KNM ER 992, H. erectus-ként jelölve)

A H. ergaster-nek nagyobb testtömege és agya miatt valószínűleg többet kellett ennie, mint elődeinek; egy becslés szerint energiaigénye átlagosan 39%-kal (30% a férfiak, 54% a nők esetében) volt nagyobb, mint az Australopithecus afarensis-nek. Ennek ellentmond, hogy testarányai alapján hasi része viszonylag kicsi volt. A korai emberszabásúak és australopithecusok emésztőrendszere nagy volt, mert kis energiatartalmú és rostokban gazdag növényi anyagokból fedezték szükségleteiket; ezzel szemben a H. ergaster feltehetően már jóval több húst és zsírt fogyaszthatott. Erre utalnak kisebb állkapcsai és fogai is. Kisebb állatokra vadászhatott lesből, hajtóvadászattal (egy hipotézis szerint addig üldözve a vadat, míg az összeesett a fáradtságtól) vagy elkergethette a ragadozókat elejtett zsákmányuk mellől. A hordáknak mindenesetre elég erősnek kellett lennie ahhoz, hogy megvédje zsákmányát a nagyvadaktól. Elképzelhető, hogy az afrikai ragadozók másfél millió évvel ezelőtti fajdiverzitás-csökkenése is a H. ergaster kompetíciójának számlájára írható.
A hús önmagában nem volt elegendő a H. ergaster ellátásra. A mai ember nem képes a fehérjét eléggé feldolgozni ahhoz, hogy energiaszükségletének több mint 50%-át abból fedezze, a többit zsírból (esetleg szénhidrátból) kell pótolnia. Az afrikai vadak húsában viszont kevés a zsír és a többségében húsból álló étrendhez annyi vizet kellett volna inniuk, ami a forró és száraz környezetben nem teszi kifizetődővé a kizárólagos húsevést. A mai afrikai vadászó-gyűjtögetők (pl. a hadzák és a szanok) is igyekeznek zsákmányukból a lehető legtöbb zsírt kinyerni. Feltételezhető tehát, hogy a H. ergaster vadászzsákmánya mellett jelentős mennyiségű növényi táplálékot (gyümölcsöket, magokat, gumókat, gyökereket) fogyasztott és emellett rovarokat és mézet is. Elődeihez képest kis fogainak szerényebb rágókapacitását szerszámokkal való feldarabolással pótolhatta ki.

### Társadalmi szerkezet

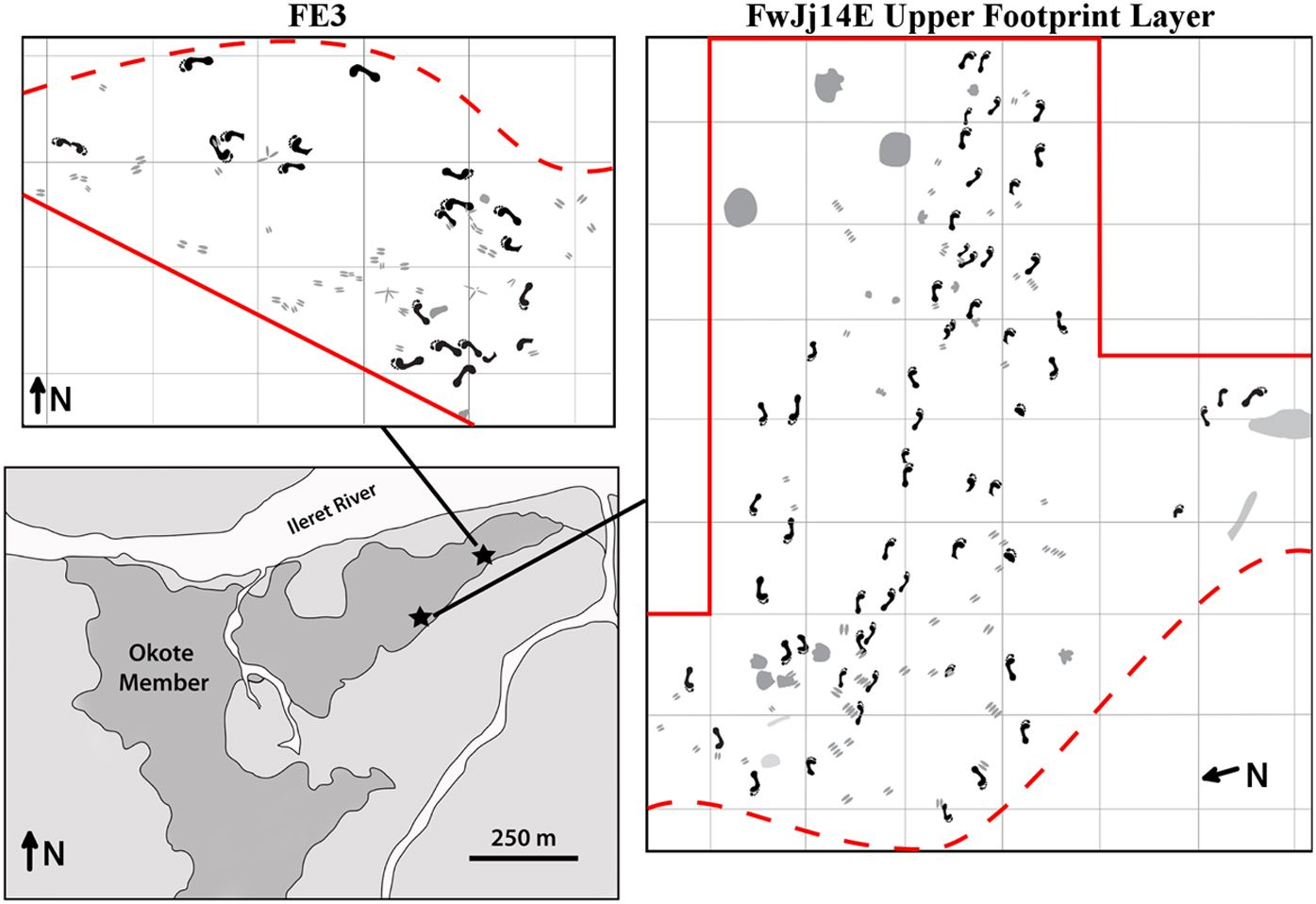
Az ilereti fosszilis lábnyomok

A H. ergaster korában az afrikai szavanna ragadozói a mainál is félelmetesebbek voltak. Az ősemberek valószínűleg csak úgy telepedhettek meg ott, ha képesek voltak hatékonyan védekezni ellenük, vagyis nagy csoportokban éltek és kő- és valószínűleg faeszközeik segítségével el tudták kergetni őket. A szavannán több-kevesebb időt töltő mai majmok (pl. csimpánzok vagy páviánok) nagy csoportba tömörülnek, ahol a hímek együttműködnek a ragadozók elriasztásában és megvédik a csoport többi tagját. Feltehető, hogy a korai Homo-fajok is hasonló viselkedést mutattak. A csimpánzok és bonobók, valamint a mai vadász-gyűjtögetők esetében a hímek/férfiak egymáshoz kötődő, mérsékelt hierarchiájú csoportot alkotnak; valószínűleg így volt ez a H. ergaster idejében is. A fosszilis anyagokból a korai emberek csoportméretét nem lehet biztonsággal meghatározni. Hordáik valószínűleg eléggé nagyok voltak, talán a csimpánzok és páviánok csoportméreteinek felső tartományát (kb. 100 egyed) is meghaladták. Egy 1993-as becslés a neokortex mérete alapján (a főemlősök neokortexének mérete és csoportjaik nagysága között összefüggés van) 70-85 fősre becsülték a H. habilis és a H. rudolfensis csoportjait, a H. ergaster-ét pedig 91–116 fősre.
Mivel a vadászat csoportos tevékenység volt, az egyedek valószínűleg megosztották egymással a húst, ami megerősítette a kapcsolatot egyrészt a vadászok között, másrészt a vadászok és a horda többi tagja között is. A nők feltehetően szintén megosztották az általuk gyűjtött gyümölcsöket, gumókat, kisemlősöket. Mivel a nők valószínűleg a jó vadászokat részesítették előnyben, a nemzedékek során egyre erősödött a nemek eltérő szerepe a csoporton belül.
A H. ergaster csoportösszetételére egyetlen közvetlen bizonyítékunk van. A kenyai Ileret környékén két helyszínen 1,5 millió éves lábnyomokat tártak fel; 20 egyedtől származó összesen 97 nyomot. A nyomok méretéből ítélve az egyik ösvényen csak férfiak haladtak; talán felderítő vagy vadászcsapat lehetett. Ha ez a feltételezés helyes, az megerősíti a nemi szerepek szétválásának hipotézisét. A mai vadász-gyűjtögető népeknél a férfiak járnak vadászni, de nem mindig járnak sikerrel; míg a nők a biztonságosabb, de kisebb energiatartalmú élelemforrásokra (növények, kisebb emlősök, rovarok) specializálódnak.

### Eszközeik

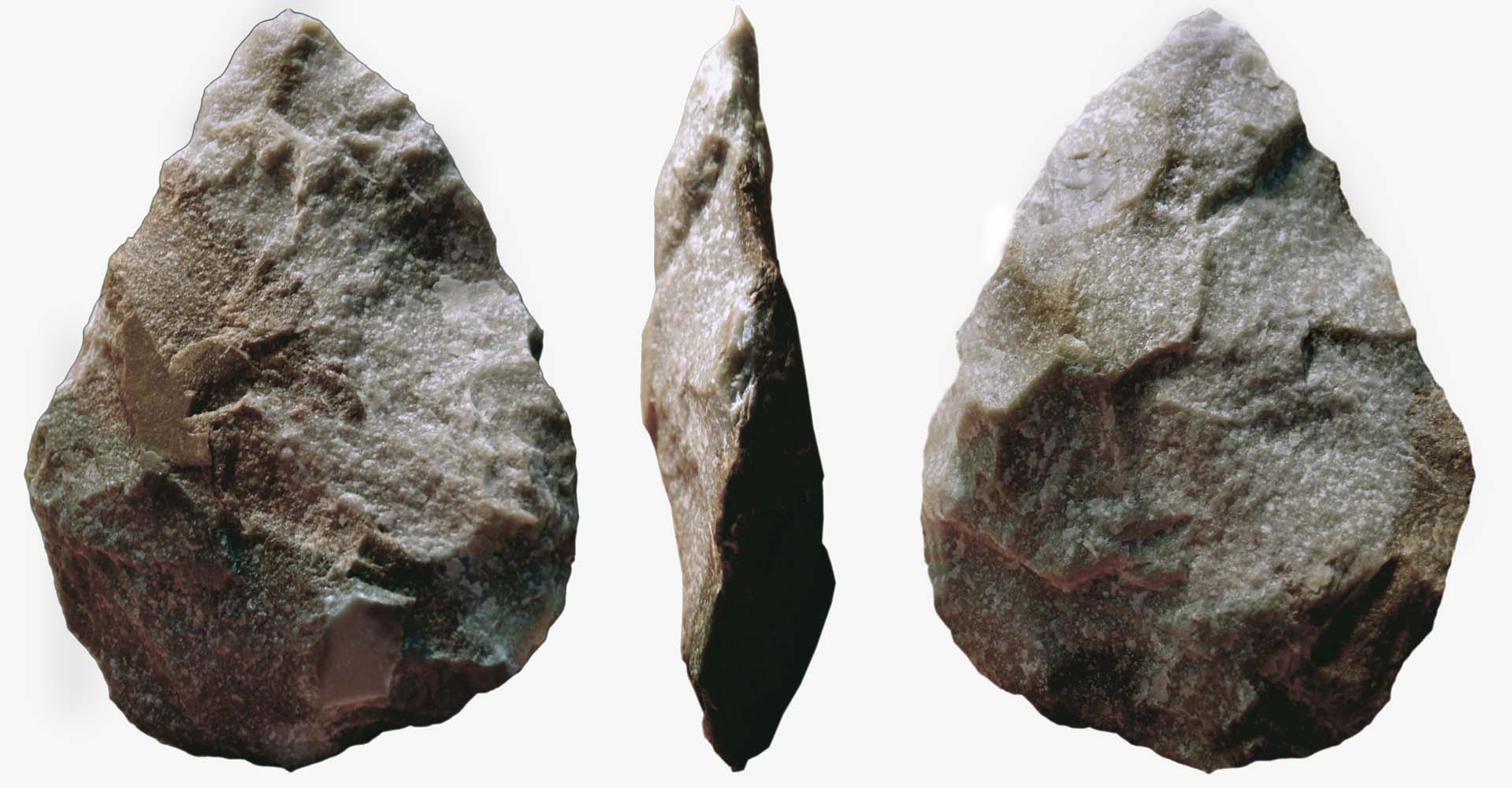
Acheuli marokkő (másolat)

A H. ergaster az olduvai eszközkultúrát az australopithecusoktól és a korábbi Homo fajoktól örökölte, bár hamar megtanulta hogyan lehet jóval nagyobb kőlemezkéket leütni, mint elődei vagy kortársai. 1,65 millió évvel ezelőtt megalkotta a nagy kőszilánkokat használó acheuli kultúrát, amely aztán 1,6-1,4 millió évvel ezelőtt egész Kelet-Afrikában elterjedt. Az olduvai eszközökkel ellentétben az acheuli kőszerszámok alapformáit nyilvánvalóan szándékosan hozták létre. Az elsősorban csonttörésre (a velő kinyerése miatt) használt olduvai szerszámok alapformája a jelek szerint nem számított sokat; ezzel szemben az acheuli kultúra keskeny és éles szélű marokköveit gondosan csepp, háromszög vagy ovális alakúra formálták. A kialakult acheulei ipar változatlan maradt a H. ergaster egész fennállása alatt, sőt később is, egészen kb. 250 000 évvel ezelőttig. AZ időszak vége felé gyártott eszközök nem különböznek jelentősen az 1,65 millió évvel ezelőtt gyártott szerszámoktól. 

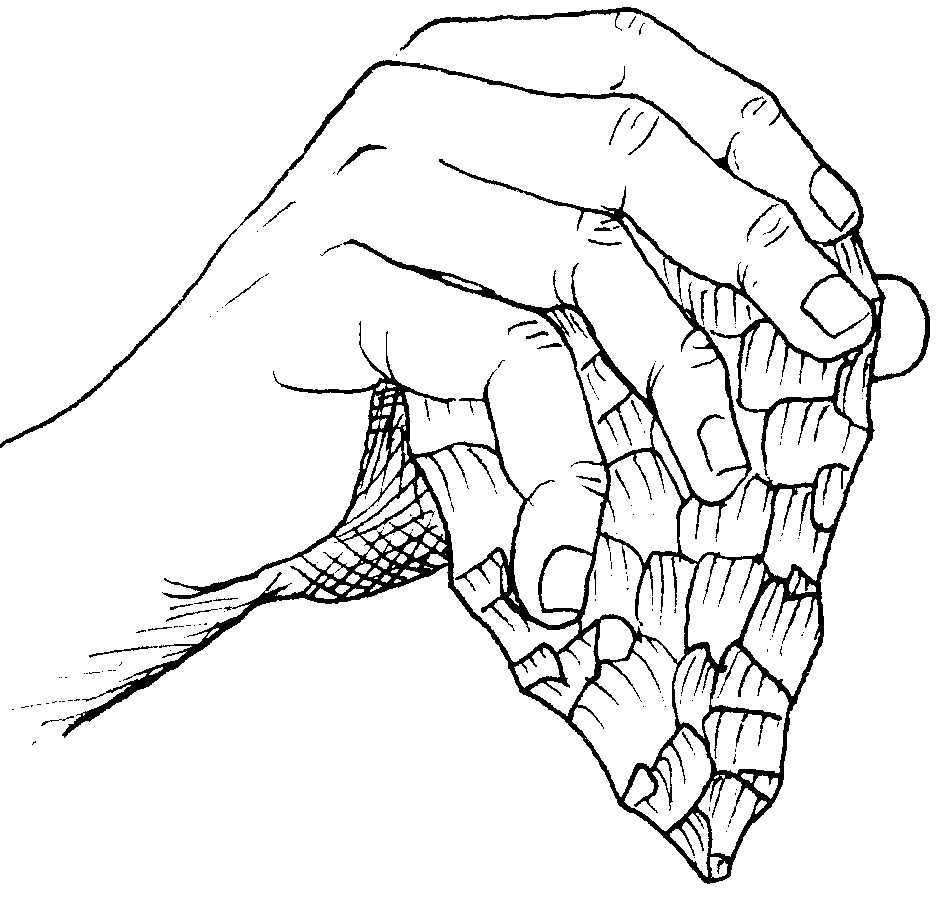
A marokkő használata

A legkorábbi acheuli leletegyüttesek még őrzik az olduvai szerszámokhoz hasonló magformákat, de valódi átmeneti formákat nem ismerünk a két ipar között, vagyis az acheuli kultúra megjelenés gyors, ugrásszerű folyamat volt. A hozzá vezető legjelentősebb fejlemény valószínűleg az volt, hogy a korai ősemberek megtanulták, hogyan pattintsanak le a nagyobb kövekről jelentős méretű (akár a 30 cm-t is elérő) szilánkokat, amelyeket aztán szakócákká tudtak alakítani. Ezeket a kézben kényelmesen elférő kőeszközöket különféle célokra használták; a vágáson, daraboláson és kaparáson kívül a kerekebb darabokat dobhatták is a zsákmányra, a formátlanabbak széléből pedig kis szilánkokat pattinthattak.
Egyes eszközök túl nagyok és ormótlanok ahhoz hogy kényelmesen használni tudták volna őket; másutt több száz szakócát találtak, amelyeket nyilvánvalóan soha nem használtak a gyakorlatban. Ezek rendeltetése nem ismert, bár léteznek a sajtóban is megjelent spekulációk arról, hogy egyfajta rangjelző funkcióval bírtak, demonstrálták tulajdonosuk társadalmi helyzetét és vonzóbbá tették a másik nem szemében.

### Tűzhasználat
A nyílt, száraz szavannára került emberek a korábbinál gyakrabban találkozhattak bozóttüzekkel. Lehetséges, hogy a H. ergaster volt a legkorábbi ősember, amely étele megsütésére használta a tüzet. A hőkezelés a húst és a növényi táplálékot is könnyebben emészthetővé teszi (és a H. ergaster emésztőrendszere amúgy is kisebb volt elődeihez képest). Közvetlen bizonyíték azonban még nincs a tűzhasználatáról, bár a tábortüzeinek megmaradásához kivételes szerencse is szükségeltetik. A tűz használatát bizonyító két legkorábbi lelőhely Kenyában található és mindkettő maximum 1,5 millió éves. Az egyik esetében égett talajt és égett kőeszközöket, a másiknál megégett agyagtörmeléket találtak kőeszközök és állatcsontok kíséretében. Bár nem zárható ki egy utólagos természetes bozóttűz hatása sem, de a két lelőhely továbbra is erős jelölt a korai tűzhasználat bizonyítékai között.
A tűzhasználat biztos jeleit csak egymillió éves vagy annál fiatalabb lelőhelyeken sikerült fellelni, amikor a H. ergaster már eltűnt (vagy kihalóban volt). Ezek között vannak dél-afrikai barlangok, illetve zambiai nyílt lelőhelyek is. Afrikán kívül a 700 ezer éves izraeli Gesher Benot Ya'aqov lelőhelyen már biztosan használtak tüzet; kb. 400 ezer évvel ezelőtt pedig már általánosan elterjedt Afrikában, Európában és Ázsiában is.

### Beszéd
A turkanai fiú gerincveleje keskenyebb lehetett, mint a mai emberé, amiből egyesek arra következtetnek, hogy a H. ergaster idegrendszere és légzőizmai nem lehettek elég fejlettek a beszédképzéshez. Azonban 2001-ben megállapították, hogy a turkanai fiú csontjain fejlődési zavarok és gerincferdülés jelei figyelhetők meg, vagyis csontjai alapján nem lehet következtetéseket levonni fajtársaira vonatkozóan. Az 1,78 millió éves grúziai H. erectus (amelyhez a legkorábbi Homo csigolyák tartoznak) gerince a mai emberi gerincek mérettartományába esik, vagyis nem lehet kizárni, hogy már képes volt beszélni. A dmaniszi embert vizsgáló kutatók arra a következtetésre jutottak, hogy a Homo nemzetségben már nagyon korán megjelent a beszéd képessége, a turkanai fiú pedig valamilyen veleszületett rendellenességben, valószínűleg gerinccsatorna-szűkűletben szenvedett. Mások viszont nem találtak meggyőző bizonyítékot a fejlődési rendellenességre és a turkanai fiút fajára nézve reprezentatívnak tekintik.
|  |

## Fordítás
- Ez a szócikk részben vagy egészben  a   Homo ergaster című angol Wikipédia-szócikk ezen változatának fordításán alapul.  Az eredeti cikk szerkesztőit annak laptörténete sorolja fel. Ez a jelzés csupán a megfogalmazás eredetét és a szerzői jogokat jelzi, nem szolgál a cikkben szereplő információk forrásmegjelöléseként.